# Chanté-Mary Dompig
Chanté-Mary Dompig (12 februari 2001) is een Nederlands voetbalspeelster van Surinaamse afkomst. Zij is begonnen met voetbal op haar 12e en is begonnen bij SC Buitenveldert. Haar talent werd in 2017 ontdekt door Alkmaar en is daardoor gelijk aangesloten bij het beloftenteam van VV Alkmaar. In 2020 tekende Dompig een contract bij Empoli om te gaan voetballen in Italie. In het seizoen 2021/2022 heeft zij haar eerste individuele prijs gewonnen als  The best young player of the Serie A. In het zelfde jaar heeft zij ook haar kruisband afgescheurd waardoor zij 11 maanden eruit heeft gelegen.
In 2022 heeft zij een contract getekend bij AC Milan tot 2025 en is zij voor het eerst opgeroepen voor Jong Oranje.
Chante-Mary Dompig heeft tot nu toe nog maar 11 interlands gespeeld voor Jong Oranje met daarin 2 doelpunten.
In 2024 is zij voor het eerst opgeroepen voor het Grote Oranje.

## Statistieken
| Seizoen | Club       | Land      | Competitie |  | Wedstrijden | Doelpunten |
| ------- | ---------- | --------- | ---------- |  | ----------- | ---------- |
| 2017/18 | VV Alkmaar | Nederland | Beloften   |  | 2           | –          |
| 2018/19 | VV Alkmaar | Nederland | Beloften   |  | 7           | –          |
| 2019/20 | VV Alkmaar | Nederland | Eredivisie |  | 10          | 4          |
| 2020/21 | Empoli FC  | Italië    | SAW        |  | 18          | 5          |
| Totaal  | Totaal     | Totaal    | Totaal     |  | 37          | 9          |

Laatste update: 26 aug 2020